# Sphaerodactylus callocricus
Sphaerodactylus callocricus — вид геконоподібних ящірок родини Sphaerodactylidae. Ендемік Домініканської Республіки

## Поширення і екологія
Sphaerodactylus callocricus мешкають на півострові Самана на сході острова Гаїті. Вони живуть в широколистяних тропічних лісах, що ростуть серед вапнякових скель, в карстових тріщинах, серед опалого листя і під камінням. Зустрічаються на висоті від 11 до 305 м над рівнем моря.

## Збереження
МСОП класифікує цей вид як такий, що перебуває на межі зникнення. Sphaerodactylus callocricus загрожує знищення природного середовища. 